# Fanny Carrió
Francisca Emilia "Fanny" Carrió Sierra (sinh ngày 3 tháng 12 năm 1879; chưa rõ ngày chết) là một nhà nữ quyền tự do tích cực người Uruguay.

## Cuộc đời và sự nghiệp
Con gái của Emilia Sierra và Vicente Carrió García, Fanny Carrió kết hôn với Félix Polleri Burgueño vào ngày 9 tháng 5 năm 1907. Cặp vợ chồng có sáu người con, trong đó có nghệ sĩ Amalia Polleri. Cả Carrió và chồng bà đều là thành viên của Đảng Colorado, thuộc khu vực Riverista.
Bà là Tổng thư ký Hội đồng Phụ nữ Quốc gia (CONAMU), chi nhánh của Hội đồng Phụ nữ Quốc tế Uruguay. Theo sáng kiến của mình, hội đồng cho biết đã trình lên Phòng đại diện một dự luật công nhận quyền bầu cử của phụ nữ và tranh cử trong các cuộc bầu cử ở quy mô thành phố và quốc gia.
Năm 1919, Paulina Luisi đã tổ chức Liên minh Phụ nữ Uruguay vì Nỗi đau của Phụ nữ. Trong Đại hội đồng theo luật định tương ứng với Năm tài chính 1919-20, được tổ chức vào ngày 3 tháng 12 năm 1920, Carrió được bầu làm Chủ tịch Ủy ban Suffrage của tổ chức. Sau đó, bà trở thành Chủ tịch của tổ chức này, làm việc không mệt mỏi vì quyền bầu cử của phụ nữ ở Uruguay.
Song song, bà cũng là Chủ tịch Ủy ban Báo chí của CONAMU. Bà đã viết một chuyên mục hàng tuần có tiêu đề "Para nosotras" trên tờ báo La Mañana (Uruguay) Montevideo, do chồng bà chỉ đạo. Bà đã sử dụng bút danh Fafhm, được hình thành từ tên viết tắt của năm đứa con của mình vào thời điểm đó. Trong một báo cáo của Ủy ban báo chí trình bày với CONAMU, Carrió giải thích: 
Phần được trích dẫn đã xuất hiện một hoặc hai lần một tuần mà không bị gián đoạn, cố gắng quan tâm đến phụ nữ của chúng ta trong các vấn đề nữ quyền khác nhau, mà không thoát khỏi sự nữ tính, chúng ta tin rằng nên nâng cao và mang lại uy tín mọi lúc cho phong trào nữ quyền.

 Theo Christine Ehrick, trong các bài viết của mình, "bài diễn thuyết của bà tập trung vào hai điểm chính: bầu chọn của phụ nữ là một phần của quá trình tiến hóa lịch sử và bảo vệ nữ quyền chống lại các cáo buộc chống nam giới hay chống gia đình." Ngoài ra, thông qua chuyên mục của mình, bà đã tích cực tham gia vào chiến dịch của Liên minh Phụ nữ Quốc gia để phụ nữ có thể chiếm các vị trí chính phủ liên quan đến trợ giúp xã hội và giáo dục.
Địa điểm và ngày mất của Carrió vẫn chưa được biết.